# سیارک ۶۴۹۴
سیارک ۶۴۹۳ (به انگلیسی: 6494 Cathybennett، نامگذاری:1992 NM) شش هزار و چهارصد و نود و چهارمین سیارک کشف شده است که توسط ساتارو اوتامو در تاریخ ۸ ژوئیه ۱۹۹۲ میلادی در ژاپن کشف شد. که در ۲ فوریه ۱۹۹۲ کشف شد.